# KiwiRail
KiwiRail Holdings Limited est une entreprise publique néo-zélandaise de transport ferroviaire. Basée à Wellington, elle est le plus grand opérateur ferroviaire du pays. KiwiRail exploite près de 4 000 kilomètres de voies.
KiwiRail possède plusieurs filiales telles que "The Great Journeys of New Zealand", Tranz Metro et l'opérateur de fret "KiwiRail Freight".

## Histoire
Le 1er juillet 2008, le gouvernement néo-zélandais rachète les activités trains et ferry de Toll Rail (en), qui était depuis 2004 l'unique opérateur ferroviaire du pays, pour 665 millions de dollars afin de créer Kiwirail. Le 1er octobre 2008 KiwiRail est officiellement lancé. Jim Bolger, ex-premier ministre Néozélandais qui avait pourtant contribué à la privatisation du rail dans le pays est nommé président du conseil d'administration de KiwiRail.

## Matériels roulant
La compagnie a commandé en 2021, 57 locomotives à voie étroite de la Class DM, utilisées spécialement pour le transport longue distance dans l'île du Sud. En 2024, un nouvel accord sur deux nouveaux contrats pour l'achat de 33 locomotives a été signé, dont 9 locomotives équipées de l'ETCS, pour le réseau Grandes lignes sur l'ìle du Nord, ainsi que la livraison de 24 locomotives de manœuvre hybrides batterie-diesel, à voie étroite avec une cabine centrale et une charge par essieu maximale de 16 tonnes. Le contrat porte également sur des pièces de rechange, des outils spéciaux et des services techniques.

## Caractéristiques

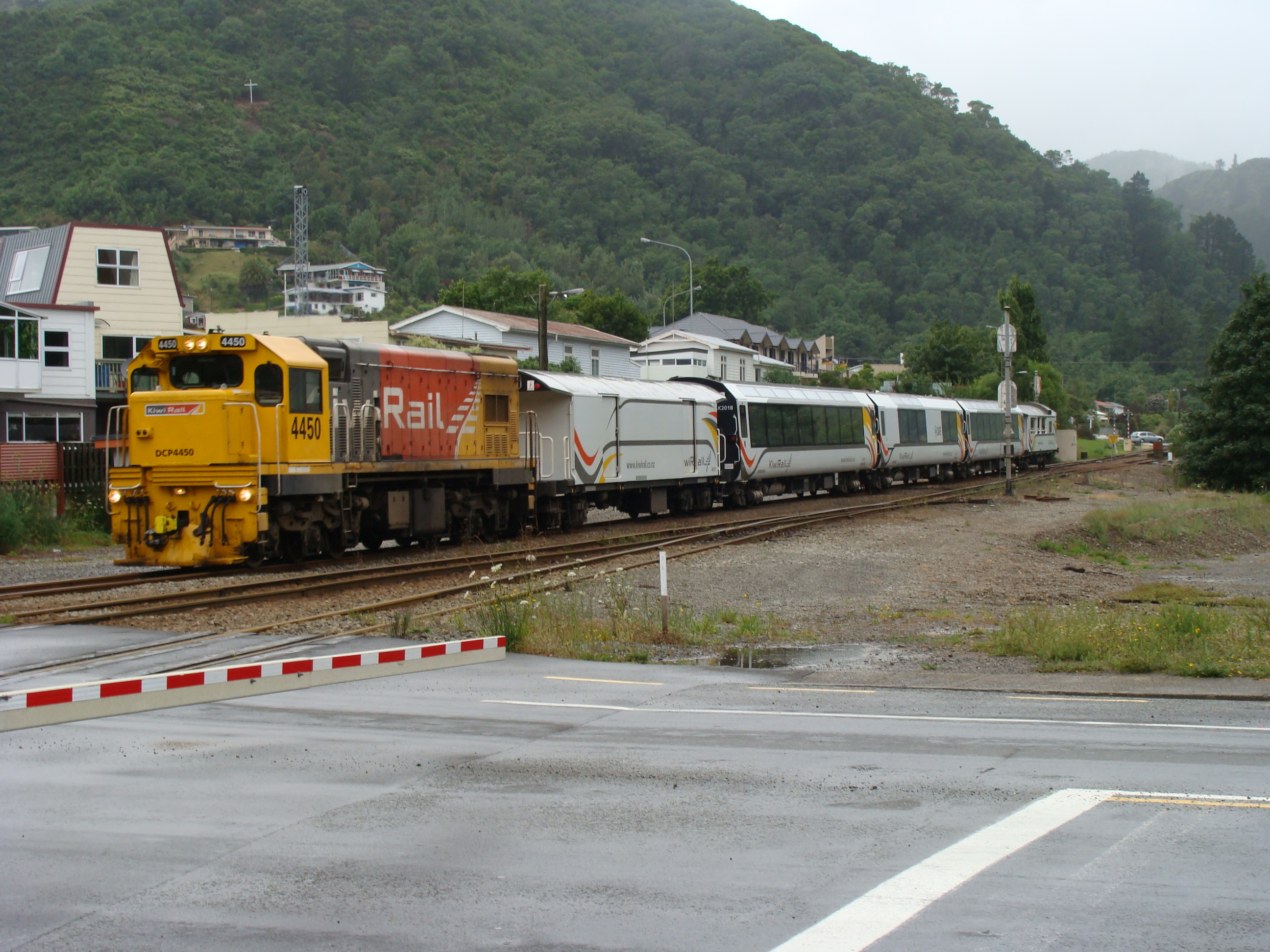
Un train de KiwiRail
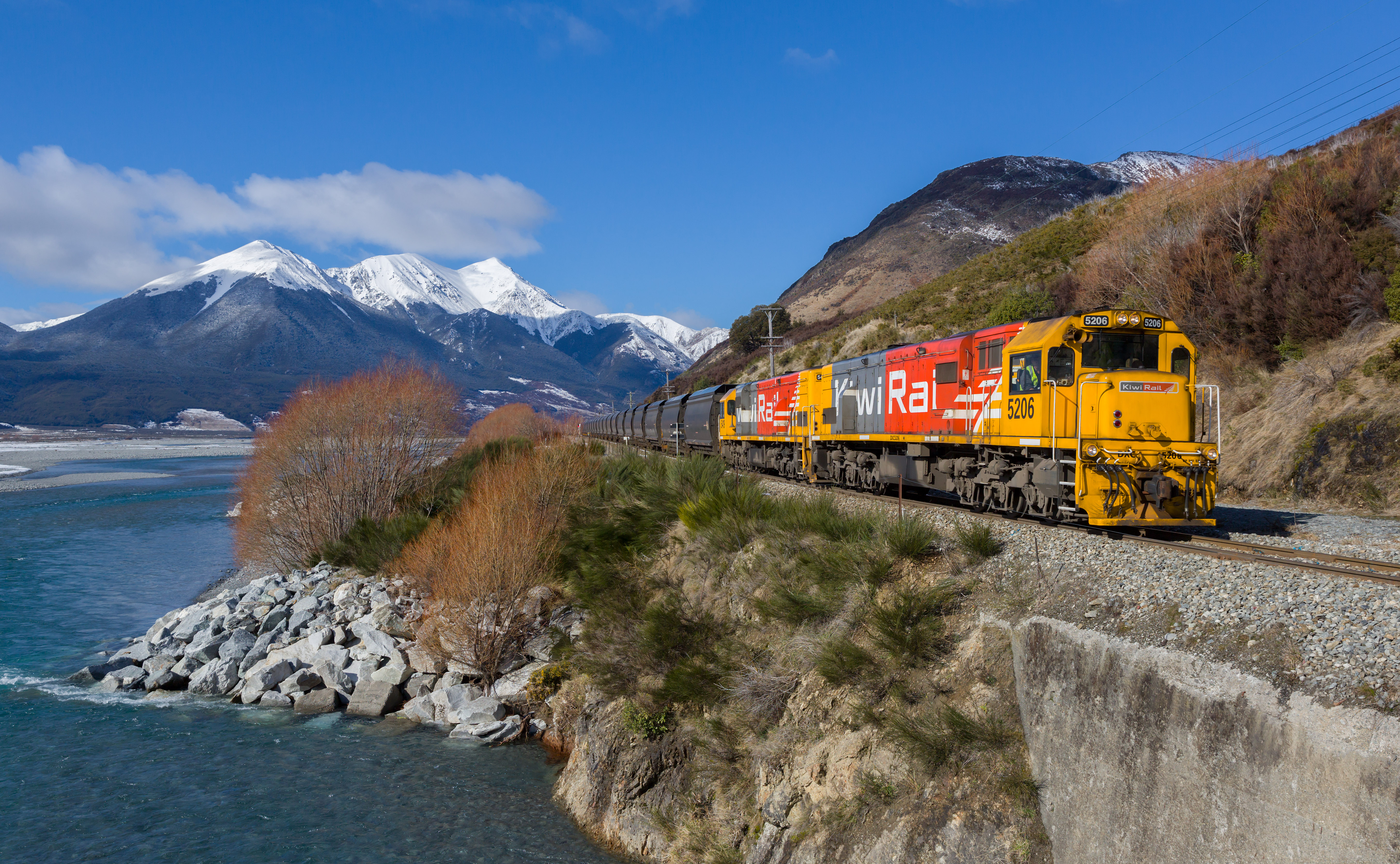
Transport de charbon par KiwiRail au niveau d'Arthur's Pass. Aout 2015.
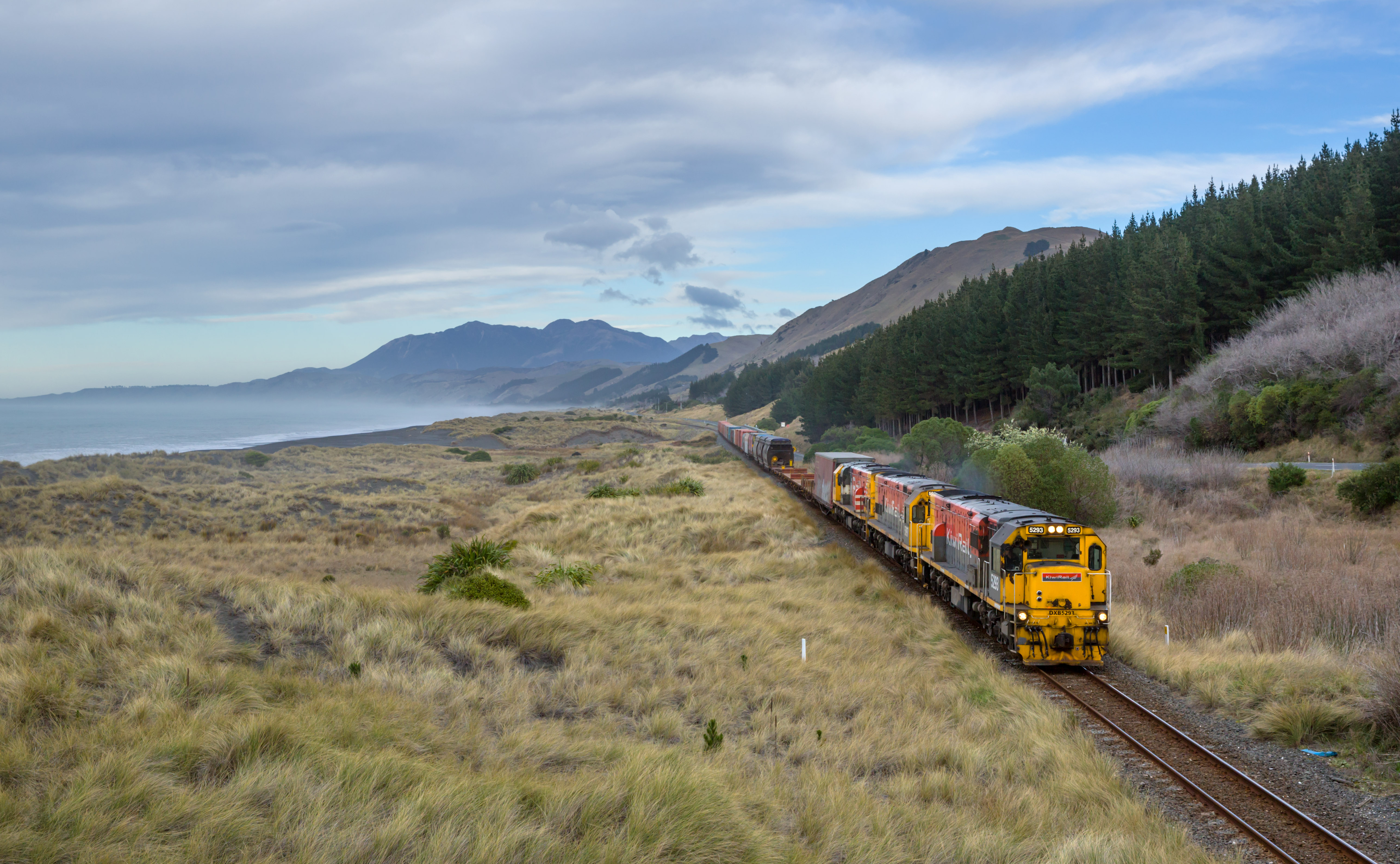
Un train de marchandise KiwiRail, allant vers Picton (Nouvelle-Zélande) par voie côtière sur l'Île du Sud. Août 2015.